# Mariene ecoregio Zuidelijk Noorwegen
De Mariene ecoregio Zuidelijk Noorwegen (22) (Engels: Southern Norway marine ecoregion) is een biogeografische regio en ligt in het noordoosten van de Atlantische Oceaan in de Mariene provincie Noordelijke Europese Zeeën (2) in het Marien rijk Gematigde Noordelijke Atlantische Oceaan. De mariene ecoregio is vastgesteld door het World Wide Fund for Nature en The Nature Conservancy en is vernoemd naar Noorwegen.
In het noordoosten grenst het gebied aan de mariene ecoregio Noordelijk Noorwegen en Finnmark (23) en in het zuiden en zuidwesten aan de mariene ecoregio Noordzee (25).

## Geografie
De mariene ecoregio ligt in het noordoosten van de Atlantische Oceaan voor de westkust van Noorwegen. Het gebied strekt zich uit van ten zuiden van de Saltstraumen bij Bodø tot aan het schiereiland Lista en omvat de kustwateren en vele fjorden van de westkust ten zuiden van de poolcirkel. Het ligt deels in de Noorse Zee en de Noordzee.
Door het gebied stroomt de Noorse stroom.

## Biogeografie
Het gebied kent zeeleven dat houdt van gematigde temperaturen.